# USS La Vallette (DD-315)
USS La Vallette (DD-315) là một tàu khu trục lớp Clemson được Hải quân Hoa Kỳ chế tạo vào cuối Chiến tranh Thế giới thứ nhất. Nó là chiếc tàu chiến đầu tiên của Hải quân Hoa Kỳ được đặt theo tên Chuẩn đô đốc Elie A. F. La Vallette (1790-1862), một trong những Chuẩn đô đốc đầu tiên của Hải quân Mỹ, từng tham gia cuộc Chiến tranh 1812 và cuộc Nội chiến Hoa Kỳ. La Vallette ngừng hoạt động năm 1930 và bị tháo dỡ năm 1931 nhằm tuân thủ quy định hạn chế vũ trang của Hiệp ước Hải quân London.

## Thiết kế và chế tạo
La Vallette được đặt lườn vào ngày 14 tháng 4 năm 1919 tại xưởng tàu Union Iron Works của hãng Bethlehem Shipbuilding Corporation ở San Francisco, California. Nó được hạ thủy vào ngày 15 tháng 7 năm 1919, được đỡ đầu bởi cô Nancy Lane, con gái Bộ trưởng Nội vụ Hoa Kỳ; và được đưa ra hoạt động vào ngày 24 tháng 12 năm 1920 dưới quyền chỉ huy của Hạm trưởng, Thiếu tá Hải quân A. D. Denny.

## Lịch sử hoạt động
Được cho đặt cảng nhà tại San Diego, California trong suốt quãng đời hoạt động, La Vallette tham gia lịch trình huấn luyện mà hải quân trong thời bình duy trì khả năng sẵn sàng chiến đấu. Các hoạt động dọc theo vùng bờ Tây được đánh dấu bởi các cuộc tập trận hàng năm của Hạm đội Thái Bình Dương tại vùng quần đảo Hawaii và vùng kênh đào Panama. Vào những năm 1924 và 1927, nó băng qua kênh đào Panama cho các cuộc cơ động tại vùng biển Caribe và tham gia một cuộc Duyệt binh Tổng thống do Calvin Coolidge chủ trì vào ngày 4 tháng 6 năm 1927.
Ngay từ năm 1922, La Vallette đã tham gia các cuộc huấn luyện phòng không và chứng kiến tầm quan trọng ngày càng gia tăng của không lực hải quân khi phục vụ như tàu canh phòng máy bay cho tàu sân bay Lexington (CV-2) trong những tháng phục vụ cuối cùng của nó.
La Vallette được cho xuất biên chế tại San Diego vào ngày 19 tháng 4 năm 1930, và đến ngày 10 tháng 6 năm 1931 nó bị tháo dỡ nhằm tuân thủ quy định hạn chế vũ trang của Hiệp ước Hải quân London.